# Spider-Man Unlimited
Cet article concerne la bande dessinée. Pour le jeu vidéo, voir Spider-Man Unlimited (jeu vidéo).
Spider-Man Unlimited est un comic book de Marvel Comics mettant en scène des aventures de Spider-Man.
À noter que c'est aussi le titre original américain de la série d'animation Les Nouvelles Aventures de Spider-Man, dont est d'ailleurs tirée la seconde mouture de ce comic.

## Vie éditoriale

### Volume 1
La série commence en mai 1993 pour ouvrir le crossover Maximum Carnage, qui touche également les quatre séries mensuelles du personnage.
Trimestrielle, c'est une revue giant-sized de 64 pages regroupant plusieurs histoires dont une principale d'environ 25 pages, une back-up de 22 pages et une histoire courte de 8 pages. Parfois, certains numéros se concentrent sur une seule histoire qui s'étale alors sur une cinquantaine de pages. Enfin, les derniers numéros voient leur pagination revue à la baisse et ne présentent plus qu'une histoire, de 38 ou 39 pages.
Notons également que les premiers numéros sont imprimés sur papier glacé, conférant à la série un aspect luxueux.
Les récits principaux des premiers numéros sont écrits par Tom DeFalco et dessinés par Ron Lim, puis divers auteurs et artistes se succèdent, de même que sur les récits annexes. Les numéros 13 à 20 sont mis en image par Joe Bennett, après quoi Mike Deodato Jr. prend le relais pour les deux derniers.
Un certain nombre des histoires courtes s'efforcent de mettre au premier plan des personnages secondaires de Spider-Man, comme Cardiac, Annex, Steel Spider, Flash Thompson ou encore Mary Jane.
À partir du numéro 7, la série est consacrée à La Saga du Clone, plusieurs numéros faisant même office d'épilogue grand-format à certains crossovers comme Le Mystère Kaine ou L'Exil. Ben Reilly prend une place de plus en plus importante dans la série, notamment en novembre 1995 où, à l'instar des autres séries Spider-Man, la série est temporairement re-titrée Scarlet Spider Unlimited, puis quand Ben remplace Peter Parker dans le rôle de Spider-Man.
Peter Parker revient à partir du numéro 15 de février 1997.
La série s'arrête à la fin de l'année 1998 avec son numéro 22, l'éditeur ayant décidé de réduire le nombre de ses publications (The Spectacular Spider-Man et The Sensational Spider-Man sont également interrompus).

### Volume 2
En décembre 1999, la série animée Les Nouvelles Aventures de Spider-Man est déclinée en comic-book, titre écrit par Eric Stephenson et dessiné par Andy Kuhn.
Les deux premiers numéros, ainsi que le numéro spécial "1/2" publié par le magazine Wizard, retranscrivent les événements des premiers épisodes animés, puis le comic propose des histoires originales inédites.
De même que le dessin animé, le titre est rapidement interrompu, faute de ventes et Marvel étant en difficulté financière. Le numéro 5 d'avril 2000 est donc le dernier.

### Volume 3
En mars 2004, le titre est relancé en tant que revue anthologique, chaque numéro étant composé de deux histoires courtes de 11 pages, le plus souvent dans le but de servir de tremplin à des auteurs et artistes débutant dans le milieu.

Plusieurs histoires accueillent cependant de grands noms de la profession, qui assurent également l'intérêt des fans par des couvertures remarquées.
La série est publiée à un rythme bimestriel et dure 15 numéros, s'arrêtant en juillet 2006.

## Publication en France
Semic a publié timidement une partie des premiers numéros, notamment ceux s'inscrivant au sein des crossovers comme Maximum Carnage. Lorsque Marvel France prend le relais, cette frilosité perdure et seule une poignée d'histoire est ainsi traduite, dans le bimestriel Spider-Man Extra.
La deuxième série demeure totalement inédite en français.
Concernant la troisième série, Panini a publié à l'occasion quelques épisodes dans sa revue Spider-Man (Volume 2) (numéros 55 à 102 et Hors Série 24).

Le magazine Comic Box présente également quelques histoires.

### Volume 1
- #01 (récit principal) dans Spider-Man (Version Intégrale) no 11
- #01 (back-up) dans Strange Spécial Origines no 289
- #02 (récit principal) dans Spider-Man (Version Intégrale) no 14
- #03 (back-up) dans Nova no 208
- #05 (back-up) dans Nova no 209
- #08 dans Strange no 320
- #09 dans Spider-Man (Version Intégrale) no 21
- #10 dans Spider-Man (Version Intégrale) no 23 et réédité dans Spider-Man Extra no 1
- #11 (histoire courte) dans Spider-Man Extra no 3
- #12 dans Spider-Man Extra no 7
- #14 dans Spider-Man Extra no 7 et 8

### Volume 3
- #01 (1e histoire) dans Spider-Man (Volume 2) n°55
- #01 (2e histoire) dans Comic Box (Volume 2) n°2
- #02 (1e histoire) dans Spider-Man (Volume 2) n°61
- #02 (2e histoire) dans Spider-Man (Volume 2) n°61 et réédité dans Spider-Man Hors Série n°24
- #03 (1e histoire) dans Spider-Man Hors Série n°24
- #03 (2e histoire) dans Spider-Man (Volume 2) n°92
- #04 (1e histoire) dans Spider-Man (Volume 2) n°92
- #04 (2e histoire) dans Spider-Man (Volume 2) n°93
- #05 (1e histoire) dans Spider-Man (Volume 2) n°101
- #06 (1e histoire) dans Comic Box (Volume 2) n°2
- #12 (1e histoire) dans Spider-Man (Volume 2) n°102
- #14 (1e histoire) dans Spider-Man (Volume 2) n°93